# Shinshūkyō
Con il termine Shinshūkyō (新宗教? letteralmente "Nuova religione") si indicano tutti i nuovi movimenti religiosi nati in Giappone. Molte di queste sono  sette sincretistiche tra il pensiero tradizionale giapponese e quello occidentale. 
Generalmente si distingue tra i shinshūkyō, i movimenti religiosi sorti prima della Seconda Guerra Mondiale, ed i shinshinshūkyō (新新宗教? "Neo-nuove religioni"), più recenti. 
In generale, possono essere classificati in diverse categorie:
- quelli ispirati allo shintoismo, come Konkokyo o Omoto Kyo, con una divinità ispirata ad un kami;
- quelli derivanti dal buddhismo Nichiren e basati sul Sutra del Loto, come il buddismo Reiyūkai, Sōka Gakkai o Risshō Kōsei Kai;
- coloro che affermano il buddhismo esoterico Shingon come il movimento Shinnyo-En;
- sincretisti che mescolano lo shintoismo ed il  buddismo, come Sūkyō Mahikari o Tenrikyō, guidati da una persona ispirata da un dio o un kami.
- quelli che mescolano vari aspetti (il buddismo di tutte le correnti, l'induismo, ecc.) e che si ruotano intorno ad una figura emblematica, come nel caso della setta terrorista Aum Shinrikyō, ora chiamata Aleph.

La situazione è ulteriormente complicata dal fatto che le grandi scuole buddhiste, a causa del sistema di lignaggio, sono a loro volta suddivise in una moltitudine di scuole e correnti. Solo nel 2005, sono state più di 41000 le organizzazioni registrate in Giappone, di cui 24000 non appartenenti allo shintoismo, al buddhismo o al cristianesimo..

## Lista dei principalishinshūkyō
- Aleph
- PL Kyodan
- Konkokyo
- Ōmoto
- Reiyūkai
- Risshō Kōsei Kai
- Seicho-No-Ie
- Shinnyo-En
- Sōka Gakkai
- Sūkyō Mahikari
- Tenrikyō